# 格本號和布雷斯勞號攔截戰
格本號和布雷斯勞號攔截戰是在第一次世界大戰期間，發生在地中海的海軍行動。英國的地中海艦隊試圖攔截德國地中海分隊組成的格本號大巡洋艦和布雷斯勞號小巡洋艦。这兩艘德國军舰為避開英國艦隊，穿過達達尼爾海峽到達君士坦丁堡，最終被移交給鄂圖曼土耳其帝國，並被重新命名為严君塞利姆苏丹號和米迪利號。
儘管這是一場沒有流血的「戰鬥」，但英國追擊的失敗產生了巨大的政治和軍事影響。两艘军舰後來由他們的德國指揮官下令攻擊俄國，并使鄂圖曼帝國作為同盟國的一員，加入了第一次世界大戰。這場戰役还結束了負責追擊那兩艘船艦的那兩位英國海軍上將——阿奇博德·伯克利·米爾恩（Archibald Berkeley Milne）與欧内斯特·特鲁布里奇（Ernest Troubridge）的職業生涯。幾年後，曾任第一海軍大臣的溫斯頓·邱吉爾對於格本號的到來，迫使鄂圖曼土耳其加入戰爭的這件事，發表了這樣的觀點：「這艘船的到來，使得往後的戰役比以往任何時候都難以承受更多的屠殺、更多的苦難和更多的破壞。」

## 大戰之前

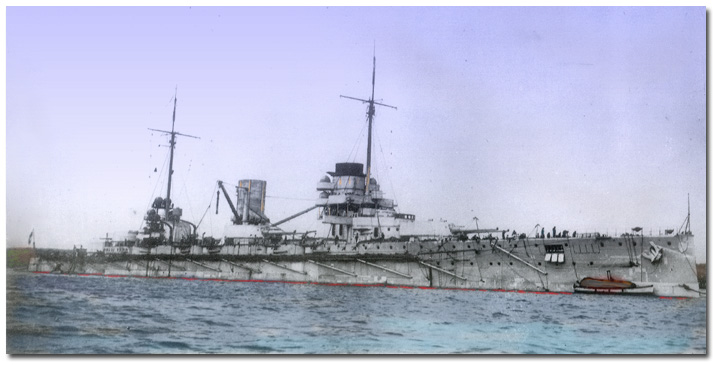
格本號大巡洋艦

在1912年時，德意志帝國海軍派遣了德國地中海分隊。該艦隊僅由格本號和布雷斯勞號所組成，並由海軍少將威廉·蘇雄指揮。每在戰爭爆發時，該中隊都會進行針對運送殖民軍從阿爾及利亞運往法國的法國運輸船。
1914年7月28日，奧匈帝國和塞爾維亞之間爆發戰爭時，蘇雄正在亞得里亞海的普拉，而格本號的鍋爐此時也正在修理。因為該船不能被困在亞得里亞海太久，蘇雄盡可能快速地完成他的工作，但在還沒維修完前，他就帶著他的船駛入地中海。他於8月1日抵達布林迪西，但義大利港口當局找藉口，並嘗試避免給船加煤。這是因為義大利雖然是三國同盟的共同簽署國，但她已決定要保持中立。因此格本加入了塔蘭托的布雷斯勞號和其小中隊航行到美西納，在那裡，苏雄能夠從那裏的德國商船上，獲得2,000短噸（1,800噸）左右的煤炭。
與此同時，在7月30日，當時的第一海軍大臣溫斯頓·邱吉爾指示英國地中海艦隊司令阿奇博德·伯克利·米爾恩爵士為海軍上將，負責將第19軍從北非穿過地中海運給法國的法國運輸船。以馬爾他為基地的地中海英國艦隊由三艘快速的戰鬥巡洋艦（不屈号、不倦号和不挠号）以及四艘裝甲巡洋艦、四艘輕巡洋艦和一支由14艘驅逐艦組成的艦隊組成。
米爾恩的指示是：「透過掩護並盡可能地幫助法國人運送他們的非洲軍隊。當然如果可以的話，針對付個別德國船隻加以行動，特別是當格本艦艇採取行動的時候，因為他們可能會干擾我們的本次行動。當您有事要商量時，您會收到法國海軍上將的電報通知。絕對不要在這個時候對敵方的「優勢部隊」採取行動，除非你們能與法國聯合進行戰鬥。你的中隊的速度有時間讓你選擇反擊的時機。我們希望，為了加強地中海的控制權，從一開始你就必須鍛煉好你的軍隊。」 然，邱吉爾的命令中沒有明確說出他（米尔恩）所說的「優勢部隊」是什麼意思。他後來聲稱他指的是「奧地利艦隊在沒有戰列艦支持的情況下與我們的三艘戰列巡洋艦交戰是不可能取勝的」。
米爾恩於8月1日在馬爾他集結好他的部隊。於隔日，他接到用兩艘戰列巡洋艦跟蹤格本的指示，同時監視亞得里亞海上的奧地利人的一舉一動，並做好隨時出擊準備。同時，由海軍少將歐内斯特·特鲁布里奇(Ernest Troubridge)所指揮的不挠号、不倦号、五艘巡洋艦和八艘驅逐艦也被派往亞得里亞海。雖然格本號已經離開，但他當天在塔蘭托停泊的時候，還是被英國的領發現，並通報給倫敦當局。由於擔心德國船隻可能試圖逃到大西洋，海軍部下令不挠号和不倦号组成的艦隊，向西前往直布羅陀。由于與法國海軍缺乏任何的直接溝通，米爾恩保護法國船隻的任務變得更加複雜，同時也推遲了部隊船隻的派遣。輕型巡洋艦查塔姆号被送到搜索美西納海峽的格本號。然此時，蘇雄已經在8月3日上午離開美西納並持續向西行駛。

## 第一次接觸
在沒有具體命令的情況下，蘇雄決定將他的船隻部署在非洲海岸附近，準備在敵對行動開始時進行交戰，以攻擊前往土倫的法國運輸船。他打算攻击在法屬阿爾及利亞的港口邦納和菲利普維爾。於是格本号前往菲利普維爾，而布雷斯勞号則被派去邦納。8月3日的18:00，他還在向西航行時，收到了德國已經對法國宣戰的消息。然後在8月4日的早些時候，蘇雄收到了海軍上將阿爾弗雷德·馮·鐵必制的命令，上面寫著：“我們在8月3日，與聯合進步委員會的結盟結束。現在立即去君士坦丁堡。” 由於當時離目標非常地接近，蘇雄無視了該命令並繼續前進，在接近該港口時，揮舞著俄羅斯的國旗，並且為躲避奇偵察，他在黎明時分進行了一次岸上轟炸，然後駛離並返回美西納以補充更多煤炭。

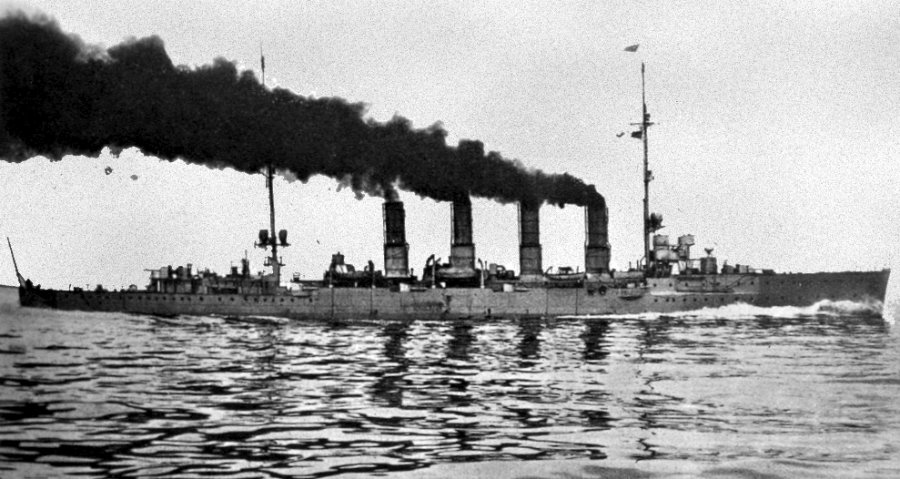
布雷斯勞號輕巡洋艦

根據與英國的戰前協議，法國能夠將她的整個艦隊集中在地中海，讓皇家海軍得以確保法國及大西洋沿岸的安全。法國艦隊的三個中隊負責護航。然而，他們在假設格本繼續向西前往直布羅陀為前提下，法國海軍上將德·拉佩雷尔派遣其艦隊的“A 組”向西並嘗試尋找他，但此時蘇雄已經在向東行駛，該艦隊亦得以安全離去。
8月4日上午9點30分，蘇雄的艦隊與兩艘英國戰列巡洋艦不挠号和不倦号，以互相相反的航向經過了彼此的船隻。兩支軍隊都沒有互相開炮，因為與法國不同的是，當時英國尚未與德國宣戰（直到當天晚些時候，德國開始入侵比利時後，英國才向德國宣戰）。英國人曾試圖跟隨格本和布雷斯勞，但很快就被跟丟了。米爾恩為此報告了他們的接觸位置，但沒有通知海軍司令部說德國船隻正在向東行駛。因此，邱吉爾仍然期望他們會威脅到授予米爾恩保護的法國運輸船，因為如果他們發動攻擊，英國船艦就可以與德國船隻交戰。然而，英國內閣會議決定在宣戰前不能開始與同盟國產生任何敵對行動，因此邱吉爾不得不在下午2點時，取消他曾發布的攻擊命令。

## 持續追擊

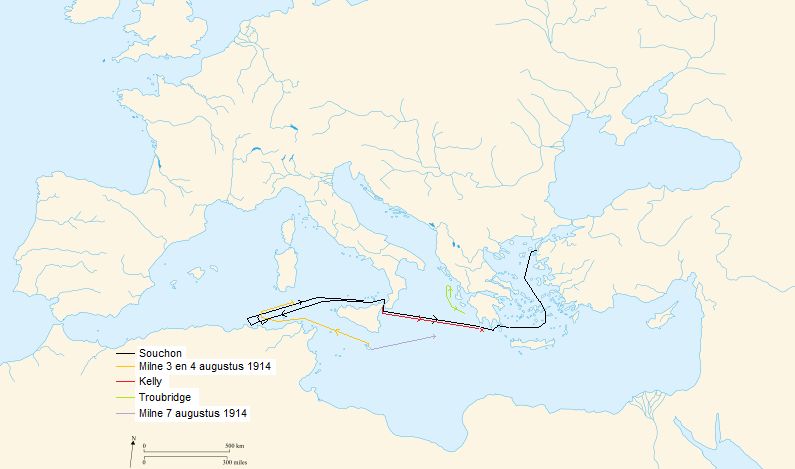
英國船艦的追擊路線與德國船艦的撤退路線圖

格本號的額定速度為27節（50公里/小時；31英里/小時），但由於她的鍋爐有損壞——這將意味著她最快只能達到24節（44公里/小時；28英里/小時），而這只能透過工人和機械互相調節來維持; 四名司爐人因此被滾燙的蒸汽所殺死。不過幸運的是，那兩艘英國戰列巡洋艦的鍋爐也有問題，因此它們都無法跟上格本號。都柏林號輕巡洋艦仍可與格本號保持距離的同時，不挠号及不倦号已經落後。在濃霧和逐漸昏暗的光線驅使下，都柏林號於19:37，在西西里島北海岸的聖維托角失去了聯繫。第二天早上，格本和布雷斯勞相繼返回美西納，而此時英國和德國已經處於戰爭狀態。
海軍司令部命令米爾恩尊重義大利的中立，並保持在義大利海岸6海里（11公里；6.9英里）的範圍之外的海域待命——這使得兩艘船無法進入美西納海峽的通道。因此，米爾恩在海峽出口處設置了守衛，並且仍然期待著蘇雄會再次前往大西洋。他放置了兩艘戰列巡洋艦——不屈号和不倦号去包圍北部出口（通往西地中海的通道），而海峽的南部出口則由一艘輕型巡洋艦：格洛斯特號待命。米爾恩另外派遣不挠号前往比塞大的西側，而不是前往南邊的馬爾他。
對於蘇雄來說，美西納並不是個合適的避風港。義大利當局則堅持他在24小時內離開並持續緩慢的供應煤炭。置備他的船隻需要去找仍在靠岸的有德國商人的甲板輪船並手動將煤鏟入他的掩體。到8月6日晚上，儘管有400名來自商船的志願者幫助，他仍只增加了1,500短噸（1,400噸），這個數量並不足以讓他到達君士坦丁堡。鐵必制的進一步消息使他的困境更加艱難。他被告知奧地利將不會在地中海提供任何的海軍援助，而鄂圖曼帝國則仍然保持中立，因此他不應再前往君士坦丁堡。在考慮過到普拉尋求庇護，並且可能在接下來的這段時間裡仍會被困住的替代方案，蘇雄還是選擇開船前往君士坦丁堡，他的目的是“強迫鄂圖曼帝國加入第一次世界大戰，並深入黑海對抗他們的頭號敵人俄羅斯，哪怕這實際上是在違背他們保持中立的意願。” 
8月5日，米爾恩奉命艦隊繼續監視亞得里亞海並尋找奧地利艦隊的跡象，以阻止德國船隻加入他們。他選擇將他的戰列巡洋艦留在西部，派遣都柏林號加入特鲁布里奇在亞得里亞海的巡洋艦中隊，他相信這將能夠同時攔截下格本號和布雷斯勞號。特鲁布里奇被指示「不能與優勢部隊交戰」，再次警告不要有與奧地利艦隊交戰的意圖。當格本號和布雷斯勞號於8月6日出現在地中海東部時，格洛斯特號遇到了他們，然而，格洛斯特號由於火力不足，便開始試圖緊盯著德國船隻。
特鲁布里奇的中隊由裝甲巡洋艦防守號、黑王子號、戰士號、愛丁堡公爵號和八艘裝備魚雷的驅逐艦組成。該巡洋艦擁有9.2英寸（234毫米）火砲，裝甲最大厚度為6英寸（15厘米），與格本號的11英寸（280毫米）火砲與其11英寸（28厘米）裝甲相比显得不足。這意味著特鲁布里奇的中隊不僅在格本號強大的火砲面前顯得異常脆弱，而且其巡洋艦的火砲也不大可能對德國艦艇造成嚴重的傷害，即使是在較短的距離內發射。此外，儘管格本号的鍋爐有損壞，英國船隻還是比格本号慢了幾個節，這意味著如果格本提前發現英國中隊，他可以快速的決定戰鬥的距離。因此，特鲁布里奇認為是他唯一的機會就是在有較亮的光線下，找到並攻擊格本。到了黎明時分，他的驅逐艦在與格本號的船東側發動魚雷攻擊；然而，至少有五艘驅逐艦沒有足夠的煤炭，來跟上全速航行的巡洋艦。到8月7日的04:00，特鲁布里奇意識到他無法在天亮之前攔截德國船隻，經過深思熟慮後，他向米爾恩發出信號，表示他打算停止追擊，同時考慮到來自邱吉爾的那含糊其辭的命令，以避免與「優勢部隊交戰」。特鲁布里奇直到10:00才收到回复，但此時他已經撤回贊特加油。

## 逃過一劫

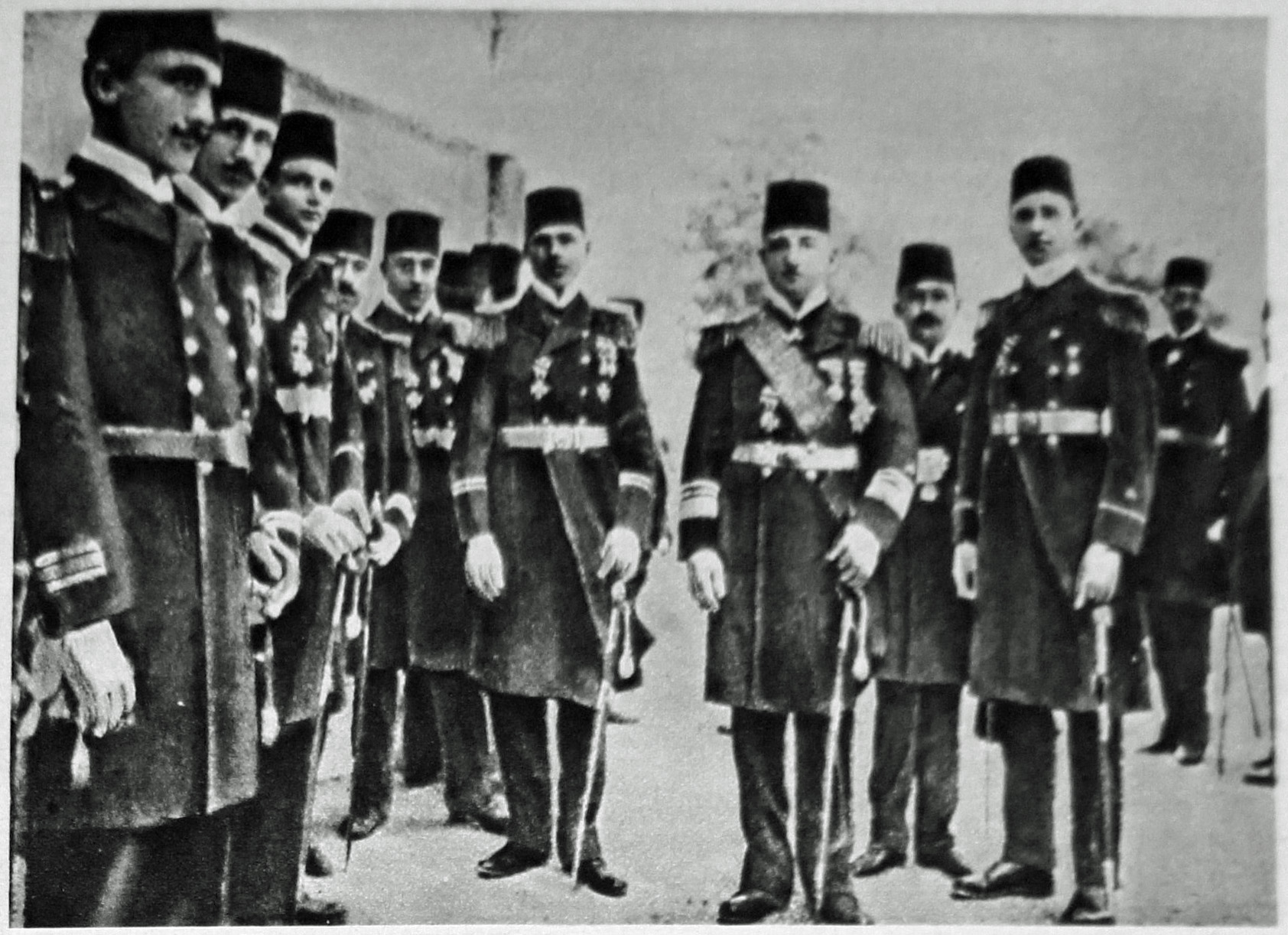
威廉·蘇雄與其他軍官

米爾恩命令格洛斯特遠離該德國船隻，並仍然期待著蘇雄會往西轉，但格洛斯特的船長則認為。其很明顯地，格本正試圖逃跑。布雷斯勞試圖騷擾格洛斯特使其離開——因為蘇雄正在希臘海岸附近的一個煤礦等著，而前者需要布雷斯勞在他會合之前干擾他的追擊者。格洛斯特最終與布雷斯勞交戰，希望這能迫使格本撤退並保護輕巡洋艦。根據蘇雄的說法，布雷斯勞號有被擊中，但並沒有造成任何損壞，然後行動即中斷了，沒有更進一步的攻擊。最後，米爾恩命令格洛斯特停止在馬塔潘角的追擊。
8月8日午夜過後不久，米爾恩帶著他的三艘戰列巡洋艦和輕巡洋艦韦茅斯号向東行駛。14:00，他收到了來自海軍部的錯誤信號，稱英國正在與奧地利交戰；由於英國直到8月12日才與奧匈宣戰，這個命令在四小時後立刻被撤銷，但米爾恩選擇守衛亞得里亞海而不是尋找格本。最後，在8月9日，米爾恩接到明確的命令「追上在第7次轉向東北方向，正經過馬塔潘角的格本号」時，米爾恩仍然不相信蘇雄是前往達達尼爾海峽，於是決定守衛愛琴海的出口，不知道格本号早就不打算再出來了。
8月9日，蘇雄在愛琴海佐努薩島補充完他的煤炭後，便繼續航行到君士坦丁堡。8月10日的17:00，他到達了達達尼爾海峽並等待通過。前段時間以來，德國一直在拉攏鄂圖曼政府的聯盟和進步委員會，而現在它正可利用自己的影響力向土耳其戰爭部長恩維爾帕夏施壓，並允許該船通過——這一行為或將激怒俄羅斯，因為俄羅斯非常依賴與達達尼爾海峽作為其主要的全季節航線。此外，德國人還設法說服恩維爾下令向任何追擊的英國船隻開火。當蘇雄被獲准進入海峽的許可時，他的瞭望員可以看到接近的英國船隻在地平線上冒出濃煙。
鄂圖曼土耳其由於會因有受條約約束，而防止德國船隻通過海峽。為了解決這個困難，人們同意將這些船隻成為土耳其海軍的一部分。8月16日，到達君士坦丁堡後的格本好和布雷斯勞号在一场小型儀式上，被轉移到土耳其海軍手上，並分別重命名為和米迪利號，儘管他們保留了德國船員，而蘇雄仍為其指揮官。英國的最初反應是滿意的，因為地中海威脅似乎已經解除了。9月23日，蘇雄被任命為鄂圖曼帝國的海軍總司令。

## 後續
8月十分，仍期待著能迅速勝利的德國對於鄂圖曼帝國保持中立並沒有太大的意見，因為僅僅在馬爾馬拉海出現像格本號如此強大的軍艦，就足以佔領一個守衛達達尼爾海峽的英國海軍中隊。然而，隨著德國在9月的第一次馬恩河戰役中被逆轉，以及俄羅斯首次戰勝奧匈帝國，德國開始將鄂圖曼帝國視為一個有用的盟友。當鄂圖曼帝國於9月27日時，關閉了達達尼爾海峽的所有航運，阻止俄羅斯離開黑海時，緊張局勢便開始升級——畢竟黑海可是佔俄羅斯進出口流量的90%以上。
德國贈送的兩艘現代軍艦對土耳其人民也產生了巨大的積極影響。戰爭爆發時，邱吉爾在英國造船廠「徵用」了兩艘幾乎完工的土耳其戰列艦苏丹奥斯曼一世号和雷沙迪耶号，這引起了群眾的憤怒，因為這些戰艦都是由公眾所認購的，費用為600万英鎊。而只要戰爭仍然持續，土耳其就可以獲得每天1,000英鎊的賠償，前提是他仍然保持中立。（這些艦艇被委任為皇家海軍，並重命名為阿金库尔号和爱尔琳号。土耳其人後來一直試圖保持中立，儘管海軍親英（從英國造船廠購買了40艘軍艦），而其餘軍隊則支持德國），這兩起事件的發生，無疑是間接地解決了這個僵局，鄂圖曼帝國隨後便加入同盟國。

### 鄂圖曼的參戰
法國和俄羅斯持續的外交干涉，試圖讓鄂圖曼帝國置身於戰爭之外，但德國正在鼓動著會做出一些承諾。1914年8月15日，蘇雄勇敢地衝向君士坦丁堡後，鄂圖曼帝國取消了與英國的海上協議，並於9月15日離開了林帕斯海軍上將率領的皇家海軍任務。而最後在10月29日，當海軍上將蘇雄帶著格本號、布雷斯劳号和一個土耳其軍艦中隊對俄羅斯港口新羅西斯克、費奧多西亞、敖德薩和塞瓦斯托波尔發動黑海襲擊時，鄂圖曼便進了不歸路，隨之而來的政治危機是使鄂圖曼帝國被迫走入戰爭。

### 英國皇家海軍
雖然皇家海軍未能攔截格本和布雷斯勞，而其後果也尚未立即顯現，但「失敗」的恥辱導致德·拉佩雷尔、米爾恩和特鲁布里奇三位将军都受到了譴責。米爾恩從地中海被召回，直到1919年應他自己的要求而退休前，他都在擔任另一個司令部，他計劃擔任諾爾司令部的計劃於1916年因「其他緊急情況」而被取消。海軍部則一再聲明米爾恩已被免除所有責任。由於格本未能與他的巡洋艦交戰，特鲁布里奇被軍事法庭審判11月，以「他不追擊德意志帝國陛下的艦船格本號，讓他得以逃之夭夭」的罪名。然指控並沒有得到證實，理由是他被命令不得與「優勢部隊」交戰。然而，他再也沒有被授予過海上指揮權，而是做出了寶貴的貢獻，在巴爾幹與塞爾維亞人合作，並於1915年在多瑙河上指揮一支部隊對抗奧匈帝國。他最終以正規海軍上將的身份退休。

### 長遠影響
雖然這是一個在一戰規模中相對較小的「行動」，也許並不是個廣為人知的歷史事件，但格本號逃往君士坦丁堡並最終使土耳其加入戰爭，最終促成了20世紀前期中，最引人注目的海軍追捕。它還間接導致日後鄂圖曼帝國最終分裂為我們今天所知的許多國家。
在魯登道夫將軍從他的回憶錄中表示，他相信土耳其人的參戰，使原本寡不敵眾的同盟國，能夠比他們單獨作戰的時間再長達兩年，歷史學家伊恩·貝克特也持相同觀點。後來戰爭擴展到中東，主要戰線包括加里波利、西奈半島和巴勒斯坦、美索不達米亞和高加索。巴爾幹戰爭的影響也導致鄂圖曼帝國站在同盟國一邊的原因。如果戰爭在1916年就結束，一些更血腥的交戰，例如索姆河戰役，就不會因此發生，甚至於美國可能也不會改變孤立政策，並對外戰爭進行干預。
在與同盟國結盟的過程中，土耳其在最終失敗的結果中，分享了他們的命運。這讓協約國有機會瓜分瀕臨崩潰的鄂圖曼帝國以完成他們的政治目的。許多新國家相繼被創建，包括敘利亞、黎巴嫩、沙烏地阿拉伯和伊拉克。

## 外部連結
- 第一次世界大战
- 德意志帝國
- 奥斯曼帝国
- 加里波利之战
- 第一次馬恩河戰役
- 加利西亚战役
- 鄂圖曼–德國同盟